# لوتار اولساس
لوتار اولساس (انگلیسی: Lothar Ulsaß؛ ۹ سپتامبر ۱۹۴۰ – ۱۸ ژوئن ۱۹۹۹) بازیکن فوتبال اهل آلمان بود.
از باشگاه‌هایی که در آن بازی کرده‌است می‌توان به باشگاه فوتبال آینتراخت برانشوایگ اشاره کرد.
وی همچنین در تیم‌های ملی فوتبال زیر ۲۱ سال آلمان، زیر ۲۳ سال آلمان، Germany national football B team، و آلمان بازی کرده‌است.